# Pierre Puvis
Pierre Puvis est un gymnaste et entraîneur français né le 1er janvier 1944 à Paris, fortement attaché à la ville de Nantes et à la Fédération sportive et culturelle de France.

## Biographie
Né le 1er janvier 1944 à Paris où ses parents se sont repliés pendant l'Occupation, avant de revenir rapidement à Nantes dont ils étaient originaires, il commence sa scolarité à l'école primaire Saint-Stanislas en 1949 avant de la poursuivre au lycée Saint-Joseph-du-Loquidy. Remarqué alors par René Def, il s'engage fortement dans la gymnastique. 
Pierre Puvis est marié et père de cinq enfants qui pratiquent — ou ont pratiqué — la gymnastique à haut-niveau.

### Carrière professionnelle
Professeur d'éducation physique en 1966, il est nommé au collège Victor-Hugo de Nantes où il est responsable de la section sport-études de gymnastique masculine de 1978 à 1988. Il prend sa retraite en 2004 au lycée Nicolas-Appert d'Orvault.

### Carrière sportive

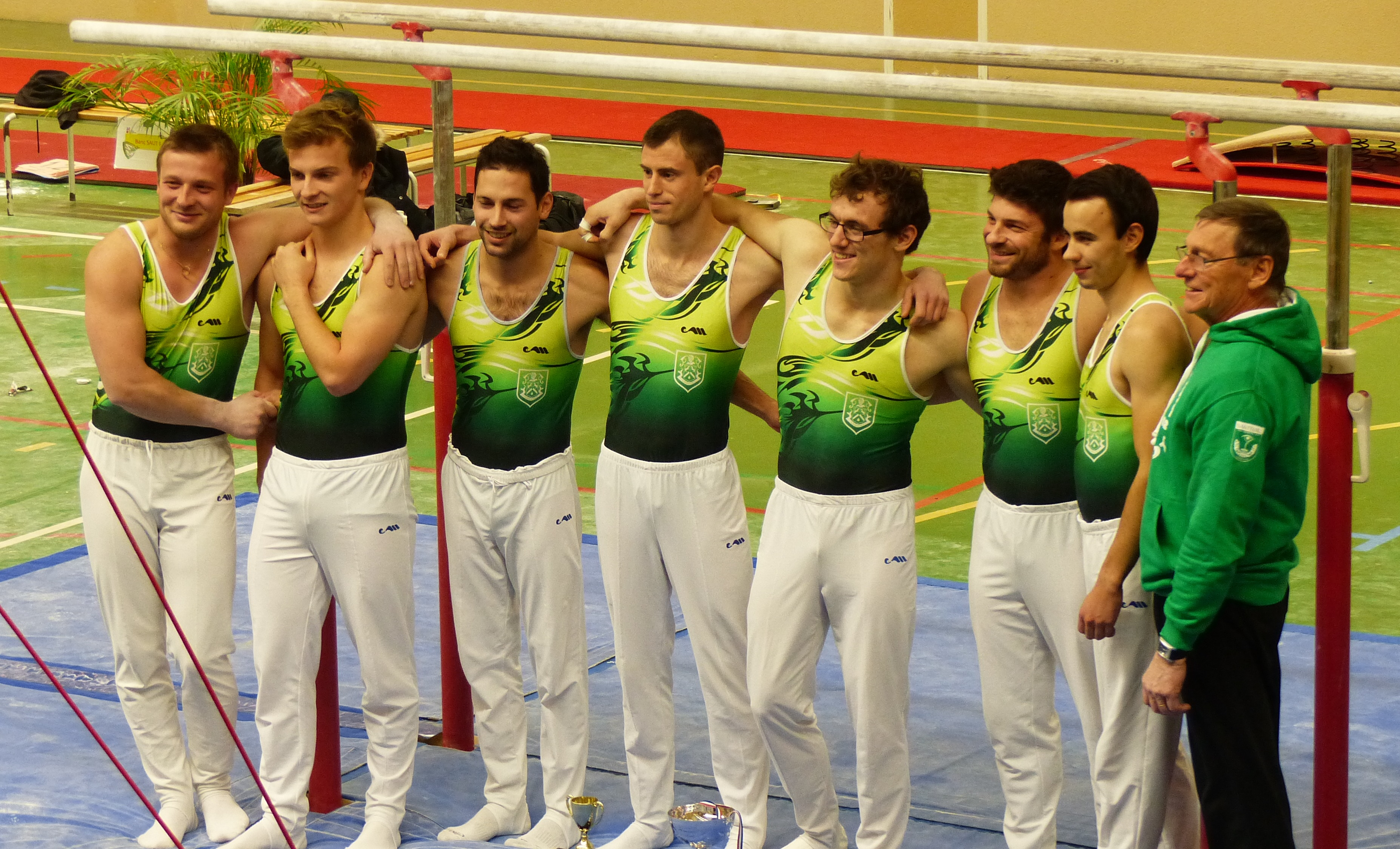
Équipe 2014 du Loquidy de Nantes.

De 1969 à 1975, il est gymnaste de haut niveau, ce qui lui vaut d'être retenu trois fois en équipe de France et sélectionné olympique. Il a été également, de nombreuses fois, sélectionné et médaillé au titre de la Fédération sportive et culturelle de France (FSCF) où, sous les couleurs du Loquidy, il est champion national des patronages en 1970 et 1975 . 
Ses nombreuses sélections en équipe fédérale pour des rencontres bilatérales et les championnats de la Fédération internationale catholique d'éducation physique et sportive (FICEP) où il fait ses débuts en 1968, lui valent la responsabilité de capitaine qui lui revient eu égard à ses qualités d'encadrement. Il met fin à sa carrière sportive en 1989. Son fils Olivier lui succède au titre de champion de France FSCF en 2001, 2002 et 2004.

### L'éducateur
Dès son retour à Nantes en 1966, il seconde René Def au Loquidy avant de lui succéder. En 1978 il prend la responsabilité de la section sport-études de gymnastique masculine. Le 4 octobre 1981, lors des championnats de France de Nantes, son élève Jacques Def réalise à la barre fixe le Def, mouvement qui porte son nom depuis. Outre son fils Olivier déjà cité, les frères Jacques et Pierre Def sont respectivement champions nationaux de la FSCF en 1979 et 1984.
Il s'investit également en gymnastique féminine auprès de l'Association sportive et culturelle Bonne Garde (ASCBG) de Nantes, qu'il amène au titre de championne de France par équipe de la FSCF en 1995 et 1999. Parmi ses élèves, Claire Lebrun est championne nationale de gymnastique FSCF en 2004. Des gymnastes masculins du Loquidy et des gymnastes féminines de l'ASCBG relevant de sa direction technique ont souvent été sélectionnés dans les équipes fédérales de la FSCF. Son départ à la retraite en 2004 ne change rien à son engagement auprès de ces deux clubs.

## Distinctions
- Médaille de la jeunesse, des sports et de l'engagement associatif, or (en 1997)[8].